# Радиславка
Радиславка (укр. Радиславка) — село в Александрийской сельской общине Ровненского района Ровненской области Украины.
Население по переписи 2001 года составляло 228 человек. Почтовый индекс — 35340. Телефонный код — 362. Код КОАТУУ — 5624687005.